# Ionização e dessorção a laser assistida por matriz

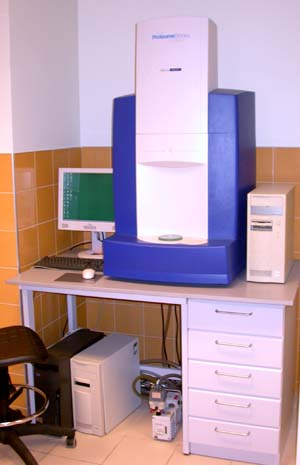
Espectrômetro de massas MALDI-TOF

Ionização e dessorção a laser assistida por matriz (MALDI) (inglês:Matrix-assisted laser desorption/ionization) é uma técnica de ionização branda utilizada em espectrometria de massa, permitindo a análise de biomoléculas (biopolímeros tais como o DNA, proteínas, peptideos e açúcares) e grandes moléculas orgânicas (tais como polímeros, dendrímeros e de outras macromoléculas), que tendem a ser frágeis e se fragmentam quando são ionizadas por métodos de ionização convencionais. É de natureza semelhante a ionização por eletrospray, tanto em relação suavidade quanto aos íons produzidos.
A dessorção refere-se ao fenômeno onde uma substância é adsorvida ou absorvida por outro: a amostra a ser analisada é dissolvida em uma matriz (geralmente um ácido orgânico), promovendo a protonação destas moléculas. Na próxima etapa o solvente é evaporado, resultando em uma solução sólido-sólido que é depositada sobre a superfície da sonda e em seguida a mistura é submetida a laser de UV, que conduz à volatilização. Assim um gás com moléculas ionizadas é gerado, sendo esta a condição básica para análise de moléculas por espectrometria de massas